# 布魯特斯島
布魯特斯島（英語：Brutus Island），是南極洲的島嶼，位於南喬治亞群島，處於奧拉夫王子港中部，該島嶼以前命名為薩德爾島，由英國海外領土管轄。